# Pötschen (Gemeinde Kapfenberg)
Pötschen ist eine Ortschaft und eine Katastralgemeinde der Stadtgemeinde Kapfenberg im Bezirk Bruck-Mürzzuschlag in Steiermark.
Die Streusiedlung befindet sich nördlich von St. Martin und besteht aus einigen Einzellagen.

## Siedlungsentwicklung
Zum Jahreswechsel 1979/1980 befanden sich in der Katastralgemeinde Pötschen insgesamt 12 Bauflächen mit 22.157 m² und 11 Gärten auf 39.697 m², 1989/1990 gab es 12 Bauflächen. 1999/2000 war die Zahl der Bauflächen auf 31 angewachsen und 2009/2010 bestanden 22 Gebäude auf 34 Bauflächen.

## Bodennutzung
Die Katastralgemeinde ist land- und forstwirtschaftlich geprägt. 84 Hektar wurden zum Jahreswechsel 1979/1980 landwirtschaftlich genutzt und 152 Hektar waren forstwirtschaftlich geführte Waldflächen. 1999/2000 wurde auf 85 Hektar Landwirtschaft betrieben und 151 Hektar waren als forstwirtschaftlich genutzte Flächen ausgewiesen. Ende 2018 waren 86 Hektar als landwirtschaftliche Flächen genutzt und Forstwirtschaft wurde auf 147 Hektar betrieben. Die durchschnittliche Bodenklimazahl von Pötschen beträgt 23,6 (Stand 2010).